# Dodge Aries
Dodge Aries – samochód osobowy klasy średniej produkowany pod amerykańską marką Dodge w latach 1981-1989.

## Historia i opis modelu

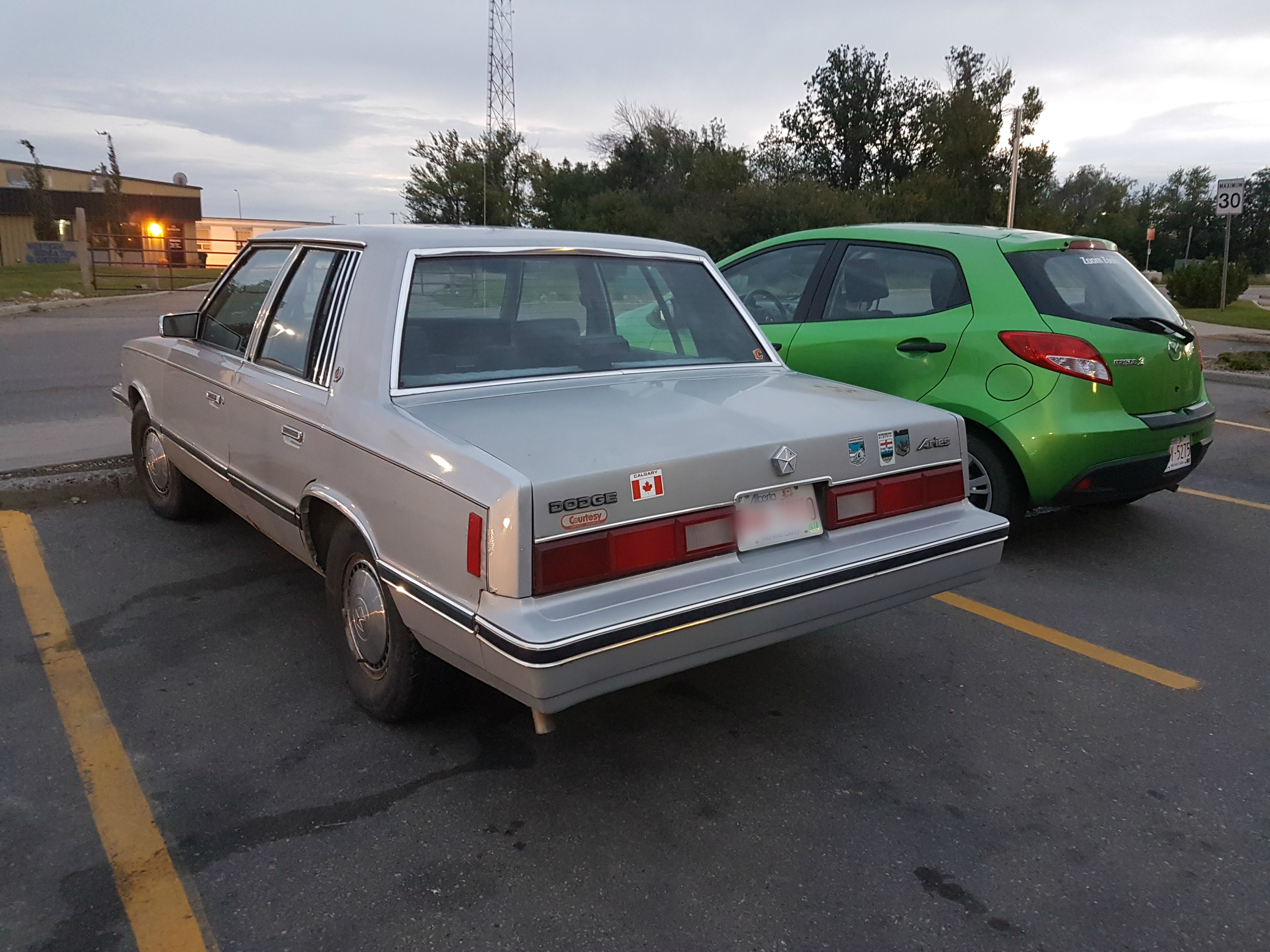
Dodge Aries - tył

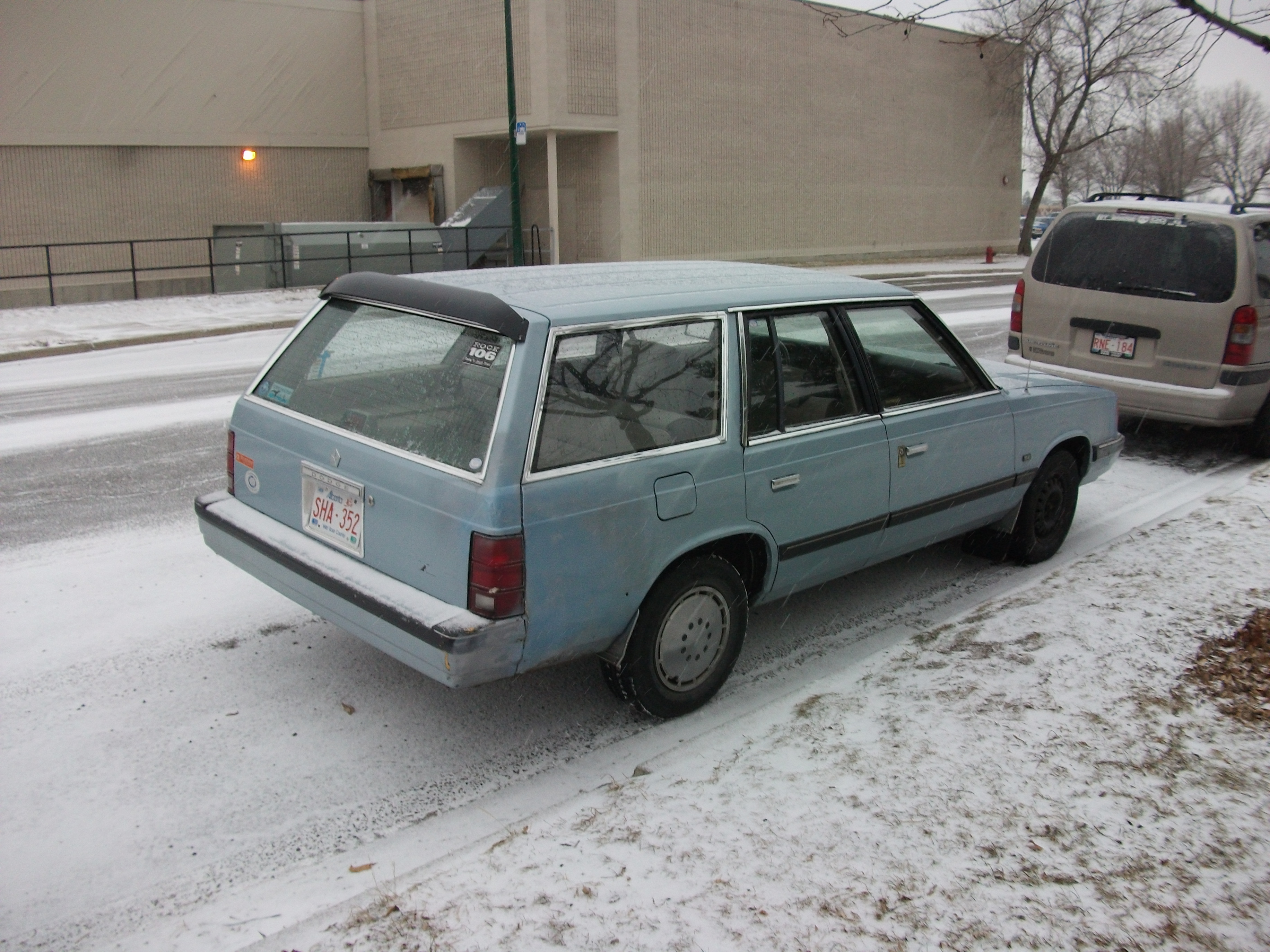
Dodge Aries Kombi

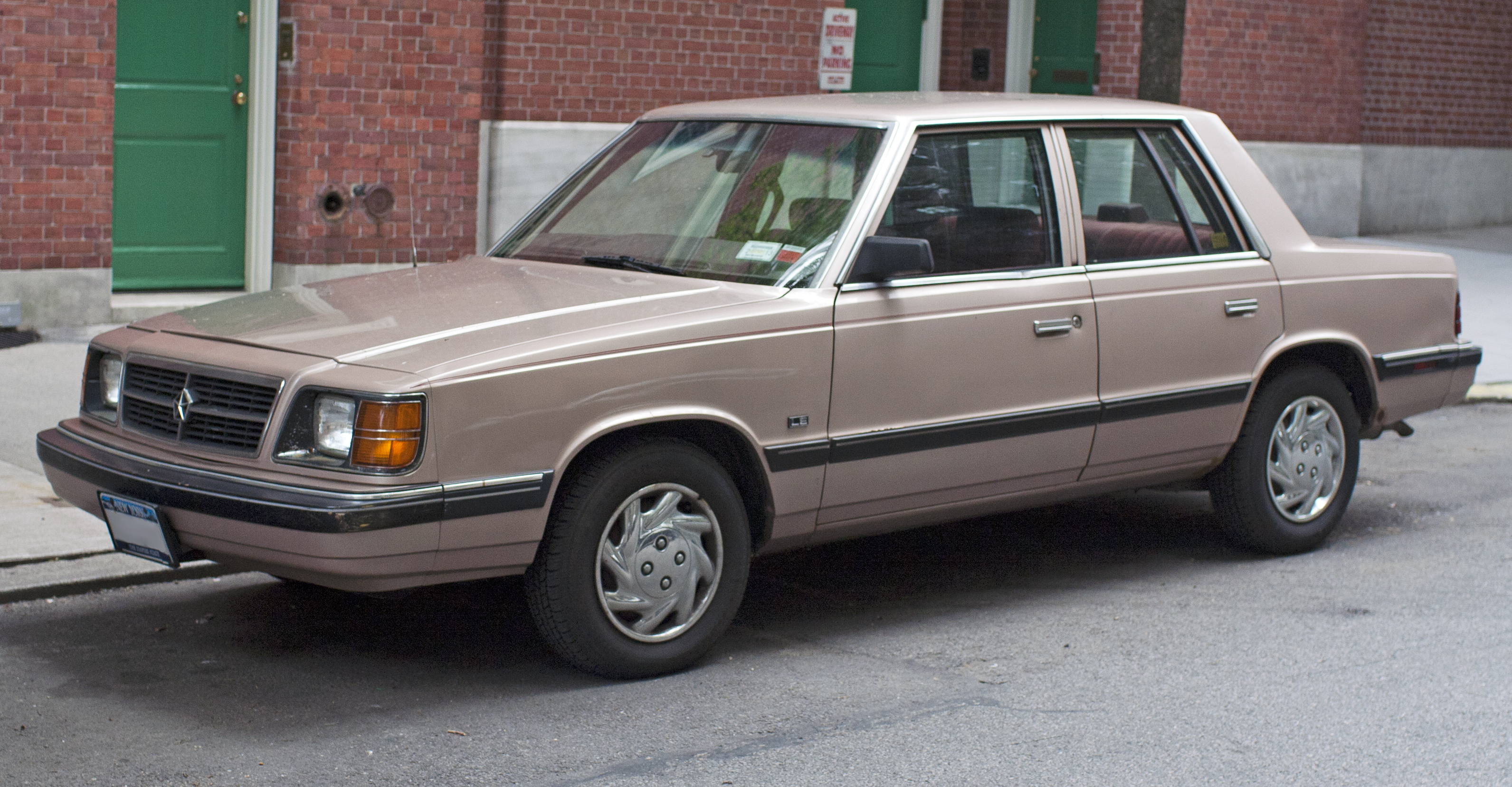
Dodge Aries po liftingu

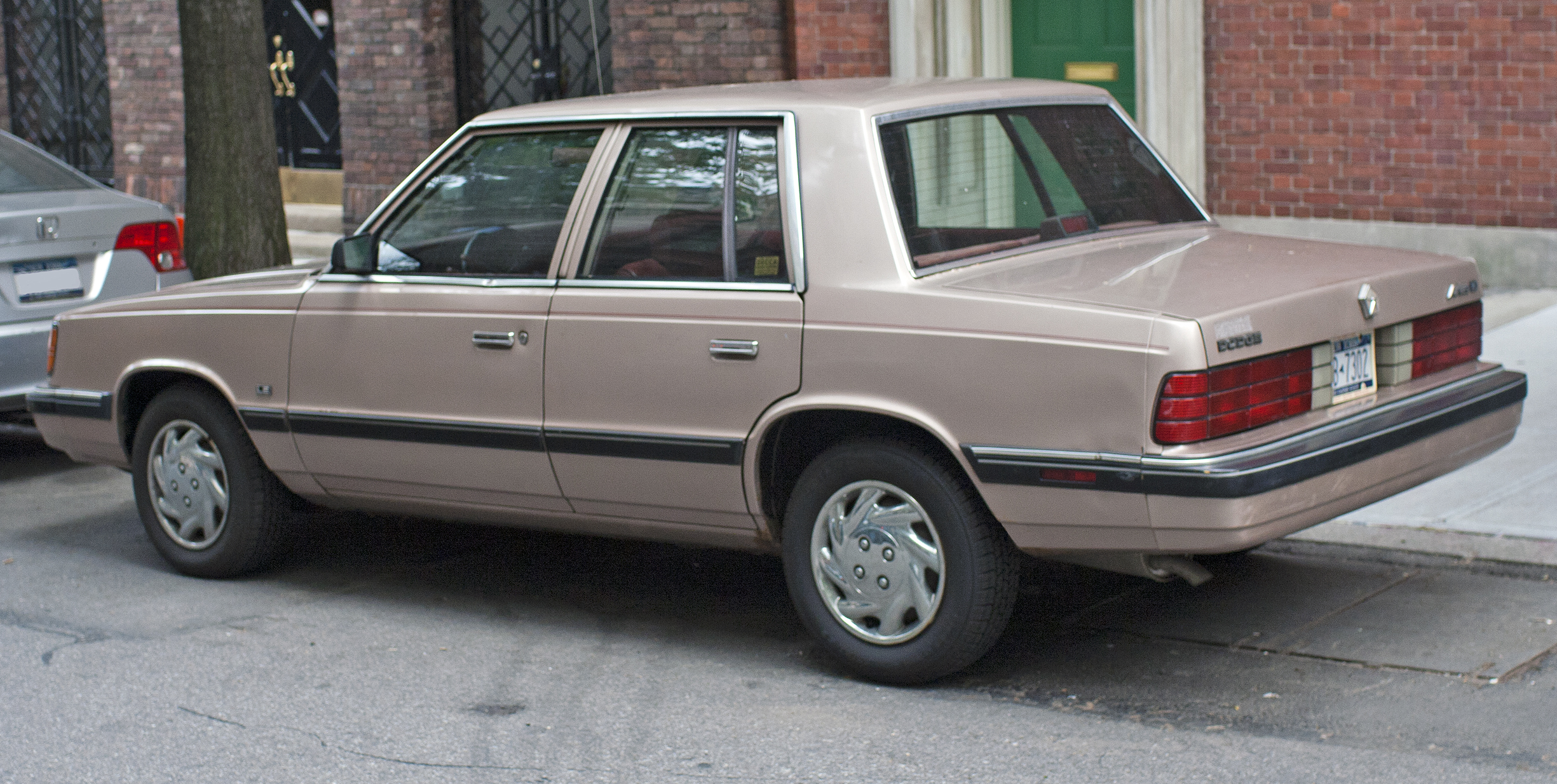
Dodge Aries - tył po liftingu

W 1981 roku koncern Chrysler przedstawił trzy nowe samochody klasy średniej zbudowane na platformie K-platform, które miały poprawić trudną sytuację finansową koncernu na początku lat 80. XX wieku. Oprócz modeli Plymouth Reliant i Chrysler LeBaron, nowy samochód uzupełnił także ofertę Dodge o model Aries. Samochód zyskał charakterystyczne, kanciaste nadwozie z długimi zwisami i wyraźnie zabudowanymi zderzakami. Tył wyróżniały wąskie, pasiaste lampy, a także odblaski zdobiące błotniki.
Dodge Aries dostępny w kilku wersjach nadwoziowych: jako sedan, kombi, a także. Do napędu używano benzynowych silników R4. Moc przenoszona była na oś przednią poprzez 3-biegową automatyczną bądź 4- lub 5-biegową manualną skrzynię biegów.

### Lifting
W 1984 roku Dodge Aries przeszedł gruntowną modernizację, w ramach której zmieniono wygląd nie tylko pasa przedniego, ale i tylnego. Zmieniono kształt reflektorów i lamp, zaokrąglono zderzaki i błotniki, a także zmodyfikowano inne panele nadwozia. Tylna część nadwozia zyskała większe, prostokątne lampy z zaokrąglonymi kantami. 
Zniknęły też charakterystyczne odblaski na błotnikach, a zderzaki zyskały nową kolorystykę. Producent odświeżył listę wyposażenia, a także wystrój kokpitu. Restyliacja objęła wszystkie wersje nadwoziowe. W 1989 roku producent przedstawił zupełnie nowego następcę o nazwie Spirit.

### Wersje wyposażeniowe
- Base
- Custom
- SE

### Silniki
- L4 2.2l K
- L4 2.5l K
- L4 2.6l Mitsubishi